# Setiawangi
Setiawangi is een bestuurslaag in het regentschap Tasikmalaya van de provincie West-Java, Indonesië. Setiawangi telt 4388 inwoners (volkstelling 2010).